# كولن ماكراي: ديرت
كولن ماكراي: ديرت (بالإنجليزية: Colin McRae: Dirt) ، هي لعبة إلكترونية من نوع سباقات السيارات الرالي، أنتجت سنة 2007م، وتعمل لأنظمة بلاي ستيشن 3 وإكس بوكس 360 ومايكروسوفت ويندوز ، وهي من تطوير ونشر شركة كودماسترز البريطانية.